# Marie Laberge
Marie Laberge (née le 29 novembre 1950 à Québec) est une dramaturge, une romancière, une comédienne et une metteure en scène québécoise.

## Biographie
Marie Laberge est née à Québec (Québec, Canada). Elle entre au Conservatoire d'art dramatique de Québec, d'où elle obtient un diplôme en 1975. En tant que dramaturge, elle signe vingt pièces, dont la plupart sont jouées au Québec et dans divers pays européens.
En mai et juin 1995, elle rédige le préambule de la Déclaration d'indépendance du Québec en collaboration avec Gilles Vigneault, Fernand Dumont et Jean-François Lisée, entre autres.

## Publications

### Théâtre
- Profession : je l'aime, ensemble de cinq pièces courtes, dont Éva et Évelyne écrite en 1976, créée en 1979
- Avec l'hiver qui s'en vient, écrite en 1977, créée en 1980, publiée en 1981, VLB
- Ils étaient venus pour..., écrite en 1978, créée en 1978, publiée en 1981, VLB
- Jocelyne Trudelle trouvée morte dans ses larmes, écrite en 1980, publiée en 1983, VLB, créée en 1986
- C'était avant la guerre à l'Anse-à-Gilles, écrite en 1980, créée en 1981, publiée en 1981, VLB
- Le Banc, écrite en 1981, créée en 1983, publiée en 1989, VLB
- Deux tangos pour toute une vie, écrite en 1982, créée en 1984, publiée en 1985, VLB
- L'Homme gris, écrite en 1982, créée en 1984, publiée en 1986, L'Avant-scène Théâtre
- Le Night Cap Bar, écrite en 1985, créée en 1987, publiée en 1987, VLB
- Oublier, écrite en 1986, créée en 1987, publiée en 1987, VLB
- Aurélie, ma sœur, écrite en 1986, créée en 1988, publiée en 1988, VLB
- Pierre ou la Consolation, écrite en 1989, créée en 1992, publiée en 1992, Boréal, 136 p.  (ISBN 2-89052-461-2)
- Double Mélodie, écrite en 1990
- Le Faucon, créée en 1991, publiée en 1991, Boréal, 147 p.  (ISBN 2-89052-438-8)
- Charlotte, ma sœur, écrite en 2004, créée en 2005, publiée en 2005, Boréal, 182 p.  (ISBN 2-7646-0405-X)

### Romans
- Quelques adieux, écrit en 1984, publié en 1992, Boréal, 387 p.  (ISBN 978-2-89052-785-0)
- Juillet, écrit en 1987, publié en 1989, Boréal, 222 p.,  (ISBN 2-89052-581-3) (BNF 37670894)
- Le Poids des ombres, écrit en 1991, publié en 1994, Boréal, 459 p.  (ISBN 2-89052-970-3) (BNF 37118767)
- Annabelle, écrit en 1993 et 1994, publié en 1996, Boréal, 483 p.  (ISBN 978-2-7646-0076-4)
- La Cérémonie des anges, écrit en 1996, publié en 1998, 343 p.  (ISBN 2-89052-930-4) (BNF 37547461)
- Le Goût du bonheur : Gabrielle, écrit en 1997, publié en 2000, Boréal, 607 p.  (ISBN 978-2-7646-0488-5)
- Le Goût du bonheur : Adélaïde, écrit en 1998, publié en 2001, Boréal, 651 p.  (ISBN 978-2-7646-0489-2)
- Le Goût du bonheur : Florent, écrit en 1998, publié en 2001, Boréal, 761 p.  (ISBN 978-2-7646-0490-8)
- Sans rien ni personne, 2007, Boréal, 434 p.  (ISBN 978-2-7646-0560-8)
- Des nouvelles de Martha, 2009, 2010, 2011
- Revenir de loin, 2010, Boréal, 617 p.  (ISBN 978-2-7646-2071-7)
- Mauvaise Foi, 2013, Québec Amérique, 304 p.  (ISBN 978-2-7644-2556-5)
- Ceux qui restent, 2015, Québec Amérique, 502 p.  (ISBN 978-2-924246-13-9)
- Traverser la nuit, 2019, Québec Amérique, 174 p.,  (ISBN 978-2-7644-3889-3)

### Autres
- Les Heures précieuses, 1989, téléfilm (écriture et réalisation)
- Le Cœur de la beauté, 1989, Fides / Musée de la civilisation
- Treize verbes pour vivre, 2015, Québec Amérique, 236 p.  (ISBN 978-2-7644-2969-3) (essai)
- Campagne Écrire, ça libère !  par Amnistie internationale, 2021[4]

## Distinctions
- Médaille d'honneur de l'Assemblée nationale, 2016[5]

## Événements
Marie Laberge participera au 37e Salon du livre de Trois-Rivières qui aura lieu du 27 au 30 mars 2025.